# Mioglobina

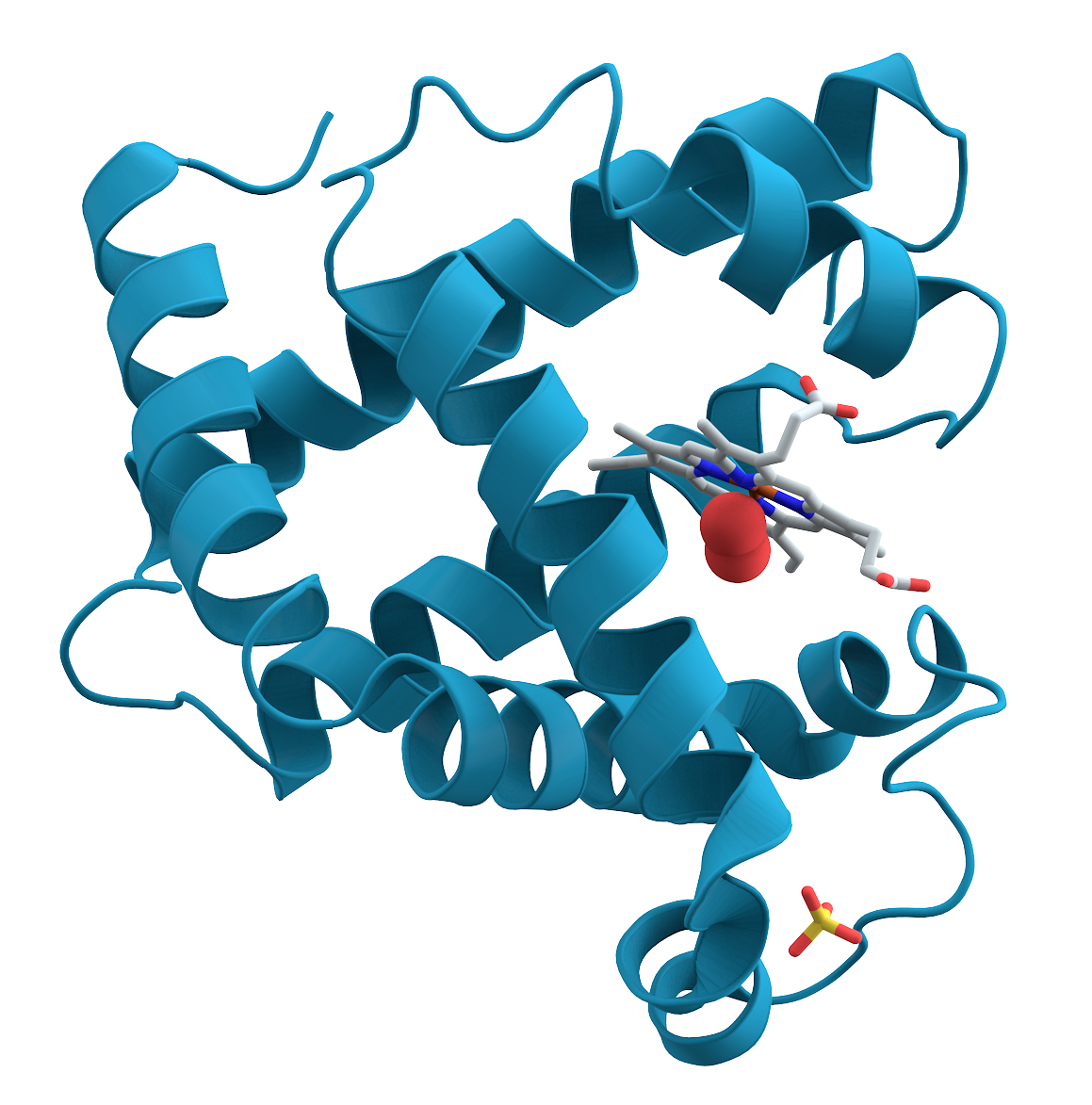
Estrutura 3D da mioglobina

A mioglobina (Mb) é uma proteína globular presente nos vertebrados. Nos humanos, é formada por uma cadeia de 154 aminoácidos.  Com um peso molecular de 16.700 daltons, é uma das proteínas mais simples que transporta oxigênio molecular (O2), sendo o principal transportador intracelular de oxigênio nos tecidos musculares, além de estocar oxigênio nos músculos. Entretanto, não realiza o transporte de oxigênio da mesma forma que a hemoglobina - à qual se assemelha estruturalmente. Isto porque, à diferença da hemoglobina, a mioglobina não tem ligações cooperativas com o oxigênio, por ser monomérica, isto é, formada de uma só subunidade.
Contém no seu núcleo porfírico um átomo de ferro.  No seu core hidrofóbico, constituído basicamente de aminoácidos apolares, com exceção de duas histidinas, situa-se o grupo prostético hemo. Sua função depende de sua capacidade de ligar-se ao oxigênio e também de liberá-lo quando e onde for necessário. Possui apenas um grupo hemo - planar e "enterrado" em um bolso hidrofóbico.
A principal função da mioglobina é a transportação de oxigênio nos músculos dos mamíferos. É particularmente abundante nos músculos de mamíferos que mergulham como focas e baleias, pois é capaz de reter O2 por longos períodos, enquanto o animal está submerso. Os músculos desses animais possuem uma cor amarronzada devido à grande concentração de mioglobina. A cor vermelha e a abundância da mioglobina em certos músculos ou em certas espécies explicam a diferença da aparência entre carnes brancas e carnes vermelhas.
A mioglobina também está envolvida na degradação do óxido nítrico(NO), molécula muito reativa e oxidante produzido por ocasião do processo de respiração oxidativa. Seu teor no sangue aumenta sempre que há destruição muscular. Após uma lesão isquêmica da fibra muscular, a mioglobina é liberada precocemente na circulação, razão pela qual sua dosagem ajuda o médico no diagnóstico de infarto do miocárdio.